# Fazenda São Paulo
A Fazenda São Paulo é um exemplar da arquitetura rural fluminense vinculada à fase áurea do ciclo do café no Rio de Janeiro durante o século XIX. Está localizado no distrito de Conservatória, no município de Valença (RJ).
Todo o conjunto arquitetônico da fazenda está tombado pelo Instituto Estadual do Patrimônio Cultural - INEPAC desde 30 de dezembro de 2008.

## Histórico

### Fundação
A Fazenda São Paulo teve origem da sesmaria concedida a Francisco Joaquim Freire em 1821. A propriedade foi vendido na década de 1830 para o Dr. Antônio Joaquim Fortes de Bustamante que também adquiriu as sesmarias vizinhas de Domingos Francisco de Souza e Antônio Nogueira da Silva.
Sua sede foi construída no início do século XIX e chegou a possuir 550 mil pés de café, 400 alqueires de feijão e 300 de arroz, além de dispor de 176 escravos.

### Século XX
Com a morte de Antônio Joaquim Fortes de Bustamante em 7 de maio de 1870, a propriedade foi herdada pela sua esposa D. Orminda Constança que viveu no local até a sua morte, aos 80 anos de idade. Por causa da abolição da escravatura, os herdeiros de D. Orminda Constança venderam a Fazenda São Paulo em 1915 para o português Manoel Joaquim Cardoso, que se tornou um dos maiores produtores de café na região, chegando a ser dono várias fazendas vizinhas, como São Fernando, São José e Capoeirão. Com a crise de 1929, teve de vender a propriedade para a família Magalhães da Companhia Magalhães, Cardoso e Ltda.
Em 1990, a fazenda foi adquirida pela empresa M.M.N. Administração e Participação de Bens LTDA com o objetivo de recuperar todo o conjunto arquitetônico remanescente do período cafeeiro. A antiga sede, inabitada desde 1915, foi recuperada e mobiliada de acordo com a época.

## Arquitetura
A mais notável particularidade de suas construções são suas janelas e portas em estilo neogótico, voltadas para o antigo terreiro de café. O conjunto arquitetônico é composto de diversas edificações, entre elas: senzalas, tulha para café, enfermaria para escravos, engenho de açúcar, moinhos para farinha de mandioca, alambiques, estábulos e celeiros.
Dentro da casa grande, existem diversos cômodos como quartos, salas, alcovas e uma capela dedicada a São Paulo. Há também um pequeno pátio interno quadrado com uma fonte ao centro.
Tanto a edificação da casa sede como do engenho estão localizados em um mesmo plano ao redor do antigo terreiro de café, mantendo ambas a mesma linguagem arquitetônica, caracterizada pela conformação em bloco de aparência maciça, mesma cadência na composição dos cheios e vazios da fachada principal distribuída em dois pavimentos, telhado em quatro águas e vãos do pavimento superior em arco quebrado.